# Caso Simutenkov
Caso Simutenkov é um caso paradigmático do direito esportivo no qual um jogador de futebol russo (Igor Simutenkov) processou o Ministério da Educação e Cultura da Espanha e a Federação Espanhola de Futebol por se sentir prejudicado quanto ao seu direito de exercer livremente sua profissão.
Por conta desse caso, a regra que existia no futebol europeu sobre o número permitido de “legionários” (cidadãos de outros países) em times de clubes foi revisado.

## Plano de fundo
Durante muito tempo, existiu uma prática na UEFA que limitava o número de jogadores estrangeiros na candidatura ao jogo. Até 1995, vigorava a chamada “regra 3 + 2”, segundo a qual não podiam estar em campo mais de três estrangeiros, mais dois jogadores “naturalizados”, que jogassem no país há pelo menos cinco anos ao mesmo tempo como parte de uma equipe. Em 1995, no caso Bosman, o Tribunal Europeu decidiu que essa regra era ilegal, pois contradizia os acordos europeus sobre a livre circulação de mão de obra na União Européia. Assim, os jogadores de futebol são cidadãos de países do Espaço Económico Europeu (todos os países membros da União Europeia, bem como a Islândia, Liechtenstein e Noruega) foram igualados em direitos e deixaram de ser considerados legionários. No entanto, em relação aos cidadãos de outros países, as quotas para legionários continuaram a vigorar.

## Conflito
Em 2001, o jogador de futebol russo Igor Simutenkov jogou pelo clube espanhol Tenerife. A equipe também incluiu vários jogadores de países não pertencentes à UE. Portanto, Simutenkov não apareceu em campo com a frequência que gostaria: a regra não passava de três legionários em campo. Simutenkov decidiu que isso era contrário ao assinado “Acordo de Parceria e Cooperação entre a Federação Russa e a União Europeia de 1994”, segundo o qual a discriminação contra cidadãos russos que trabalham legalmente em qualquer país da UE é inaceitável. Em Janeiro de 2001, abriu um processo junto à Real Federação Espanhola de Futebol (RFEF) com a demanda de eliminar a violação de seus direitos trabalhistas, conceder-lhe a mesma licença dos jogadores de futebol dos países da UE e não incluí-lo no limite de jogadores estrangeiros. A federação rejeitou essa demanda, mas Simutenkov decidiu buscar justiça no tribunal.

## Contencioso
Depois que a Federação Espanhola de Futebol recusou Simutenkov em 19 de janeiro de 2001, ele só tinha uma maneira de defender sua inocência: ir ao tribunal. Em 22 de outubro de 2002, o Tribunal Central de Contencioso Administrativo (Juzgado Central de lo Contencioso Administrativo) indeferiu a reclamação de Simutenkov contra a Federação, mas Igor interpôs recurso contra esta decisão na Seção de Contencioso Administrativo da Presença Nacional (Audiência Nacional). Este órgão chegou à conclusão de que esta questão está fora da sua competência e deve ser decidida a nível europeu. Em 2003, o Tribunal Europeu aceitou o caso sob o número C-265/03.

## Posições das partes
Igor Simutenkov insistiu que sua licença de jogador de fora da Comunidade Europeia contradiz o “Acordo de Parceria e Cooperação entre a Federação Russa e a União Europeia”, pois não permite que ele exerça plenamente seus direitos trabalhistas devido ao atual limite de jogadores estrangeiros aprovados pela Federação Espanhola de Futebol (não mais de três na primeira divisão e não mais de dois na segunda ). Simutenkov e a Comissão das Comunidades Europeias, que o apoiou nesta matéria, consideraram que se tratava de uma violação direta do n.º 1 do artigo 23.º do "Acordo de Parceria...", onde se lê:

Sob reserva das leis, condições e procedimentos em vigor em cada Estado-Membro, a Comunidade e os seus Estados-Membros assegurarão que o tratamento dispensado aos cidadãos russos que trabalhem legalmente no território de qualquer Estado-Membro não contenha qualquer discriminação com base na nacionalidade em termos de condições de trabalho, remuneração ou despedimento, relativamente aos seus próprios cidadãos.
Por seu lado, os representantes da Federação assinalaram que as palavras "Sujeito a leis, condições e procedimentos..." permitem que o próprio país estabeleça as regras, neste caso, tal norma é o Regulamento Geral da Real Federação Espanhola de Futebol Federação, segundo a qual:

As equipas participantes em competições oficiais de caráter profissional organizadas a nível nacional podem incluir no seu plantel jogadores estrangeiros não comunitários, cujo número é fixado em acordos celebrados para o efeito entre a RFEF, a Liga Nacional de Futebol Profissional e a Associação de Futebolistas Espanhóis ; esses acordos também regem o número de jogadores em uma determinada categoria que podem ser escalados ao mesmo tempo.— § 1º, artigo 176.
O Ministério da Educação e Cultura espanhol também observou que a emissão de licenças esportivas não é uma condição de trabalho, mas uma admissão para participar de competições esportivas.
A situação era um tanto complicada pelo fato de que, de acordo com os padrões europeus, os textos dos contratos em diferentes idiomas têm a mesma força legal, e o notório artigo 23 do "Acordo..." permite diferentes interpretações em diferentes idiomas versões: em sete idiomas (incluindo o russo) a ausência de discriminação trabalhista é declarada direta e incondicionalmente, e em três idiomas (incluindo o espanhol), este parágrafo é formulado como uma meta a ser perseguida (o estado deve apenas “fazer esforços”).

## Decisão do tribunal
A consideração do caso se arrastou por vários anos, mas em 12 de abril de 2005 (Simutenkov já havia deixado Tenerife há muito tempo), o tribunal tomou uma decisão que considerou que as regras espanholas do futebol profissional eram contrárias ao parágrafo 1 do Artigo 23 do "Acordo de Parceria e Cooperação entre a Federação Russa e a União Europeia":

O n.º 1 do artigo 23.º do Acordo de Parceria que estabelece uma parceria entre a Federação Russa, por um lado, e as Comunidades Europeias e os seus Estados-Membros, por outro, assinado em Corfu em 24 de Junho de 1994 e aprovado em nome da Comunidades pela Decisão 97/800/CECA, UE, Euratom do Conselho e Comissão de 30 de outubro de 1997, deve ser interpretada no sentido de que exclui a inscrição a um atleta profissional que tenha cidadania russa e seja legalmente empregado por um clube estabelecido em um Estado-membro Estadual, regras estabelecidas pela federação desportiva do mesmo estado, segundo as quais em competições organizadas em nível nacional,os clubes só podem colocar em campo um número limitado de jogadores de países terceiros que não sejam partes no Acordo sobre o Espaço Económico Europeu.
Assim, Simutenkov venceu completamente o processo e os jogadores de futebol russos deixaram de se enquadrar no conceito de "legionário" no futebol europeu.

## Consequências
Como o caso Bosman alguns anos antes, o caso Simutenkov teve um impacto significativo em toda a situação das transferências no futebol europeu. A questão é que tratados como o “Acordo de Parceria e Cooperação entre a Federação Russa e a União Europeia” também se aplicam a muitos outros países. Assim, por exemplo, o “Acordo de Parceria entre a União Europeia e o Grupo das Regiões de África, Caraíbas e Pacífico (ACT) de 2000” foi assinado por 79 países não europeus e contém cláusula semelhante ao artigo 23 do acordo com a Rússia. Acordos semelhantes foram assinados pela União Européia e com vários outros países. De fato, após a decisão do caso Simutenkov, o conceito de “legionário” na União Européia perdeu seu significado prático. E embora algumas federações nacionais ainda estejam tentando restringir de alguma forma os "estrangeiros", tornou-se mais fácil contornar essas restrições. Agora, em geral, estabelecem um número mínimo de jogadores "caseiros" (que passaram pelo menos três temporadas no clube entre os 15 e os 21 anos, independentemente da nacionalidade), e não o número de atraídos de fora.